# Běh na 4 × 200 metrů
Štafetový běh na 4 × 200 metrů je atletická disciplína, druhá nejkratší sprinterská štafeta, běhaná na vrcholné úrovni jen velmi zřídka. Jednotliví závodníci běhají půl atletického oválu, dohromady překonají vzdálenost 800 metrů. Tento typ štafety je běžný například při amerických univerzitních závodech, na evropských oválech se příliš často neběhá.

## Současné rekordy – dráha
| Muži             |           |                                                      |         |        |               |
| Rekord           | Čas (min) | Atlet                                                | Stát    | Město  | Datum rekordu |
| Světový rekord   | 1:18,63   | Nikl Ashmeade Warren Weir Germaine Brown Yohan Blake | Jamajka | Nassau | 24. 5. 2014   |
| Muži na iaaf.org |           |                                                      |         |        |               |

| Ženy             |           |                                                                           |      |              |               |
| Rekord           | Čas (min) | Atletka                                                                   | Stát | Město        | Datum rekordu |
| Světový rekord   | 1:27,46   | LaTasha Jenkins LaTasha Colander-Richardson Nanceen Perry Marion Jonesová | USA  | Philadelphia | 29. 8. 2000   |
| Ženy na iaaf.org |           |                                                                           |      |              |               |